# Франьо Рачки
Франьо Рачки (на хърватски: Franjo Rački) е хърватски писател, учен (историк, академик), публицист, политик (депутат), католически свещеник, „баща на хърватската модерна критическа историография“.
Съставител е на значими сборници от стари хърватски исторически и дипломатически документи. Той е организатор и първи председател на Югославската академия на науката и изкуствата в Загреб (1866). Чуждестранен член-кореспондент е на Санктпетербургската императорска академия на науките (1869).
За приноса му към изследванията на българската история и култура (издирване, проучване и публикуване на ръкописи, свързани с делото на Кирил и Методий) в централната сграда на БАН е поставен негов бюст-барелеф.

## Биография
Рачки е роден във Фужине, близо до Риека. Син е на богат хърватски търговец. Завършил е Виенския университет. Ръкоположен е за свещеник през 1852 г. След това защитава дисертация за степен доктор по богословие и заема длъжността професор по църковна история и канонично право в богословска семинария. 

## Образование
Получава гимназиално образование в Сен и Вараждин. Завършва богословие в Сен, където епископ Мирко Ожегович го ръкополага за свещеник през 1852 г. Повишен е в доктор по теология през 1855 г. във Виена. Там той проявява първите си наклонности за историческо изследване, като публикува произведението "Sredotočje povjestnice". След завършване на образованието си в Сен, той е назначен за професор. Усърден и изпълнен с национален ентусиазъм, той организира събирането на глаголически документи на островите Кварнер. По време на посещението си в Крък той е първият, който изучава съдържанието на Башчанска плоча, която тогава е била част от подовите камъни на местната църква. Рачки изучава писмото на плочата, която Йосиф Шафарик смята, че е написана в някаква криптография. Въз основа на изследванията си върху глаголитското наследство, той публикува статиите "Преглед на глаголицата", църковна литература с особено внимание към Писанието и богослужебните книги (1856 г.) и "Възрастта и дейността на славянските апостоли Св. св. Кирил и Методий" (1857).

## Историк и културен деец
Усърдието и талантът му не остават незабелязани, затова през 1857 г. е преместен от Сен в Рим в Папския хърватски институт „Св. Йероним“, където остава три години. Престоят на Рачки в Рим е използван за работа в архиви и библиотеки. Той изисква документи за хърватската история, а също така се обучава в професията. Посещава курсове по палеография и други спомагателни исторически науки. 
В римските архиви той намира множество документи за Богумилите, които Църквата е събирала през вековете в борбата срещу тях, така че този въпрос силно го занимава. 
Като културен деятел Рачки основава вестник "Книжевник" (издаван от 1864 до 1866 г.) с цел обработка на лингвистиката, историята и природните науки "по отношение на хърватските земи". На него се приписва стартирането на влиятелните културни и политически вестници "Обзор" и "Виенац". Бил е акционер в печатницата "Дион", печатницата, отпечатала тези вестници. Избран е за президент на Югославската академия на науките и изкуствата. По време на академичната си кариера той издава и списания. 
Като историк Рачки публикува редица важни книги и трудове, например "Богомили и патарени", "Историческият Иван Лучич", "Вътрешната държава на Хърватия преди 12 век", "Старият герб на Босна", грамотите на босненския крал Твъртко. Най-важният му труд обаче е Documenta historiae Croaticae periodm antiaquam illustrantia, сборник с източници за ранносредновековната хърватска история. Въпреки че може да се счита за склонен към изследване на "генетичната история", чийто основен принцип е да забележи как и защо се е случило нещо, Рачки вярва, че историята не трябва да бъде само хроника на войни и политически събития. Затова той твърди, че историкът трябва да се обърне към културни и други форми на живот. Съвременните историци едва наскоро признават някои от приносите, които Рачки дава за изследването на хърватската история, и те достойно оценяват например ролята на княз Мутимир в събитията в Панония през 873 г., датата на смъртта на последния хърватски крал Петър Сначич, идентифицирането на нападателя на Раб според първото чудо на Свети Кристофор и датата на посещението на венецианския дож Доминик Контарин. 
Рачки беше председател на Училищното настоятелство, което имаше за цел да организира работата по формирането на хърватската научна терминология. Той също така се опитва да формира хърватската химическа терминология и представя предложенията си за "фолклорна терминология" през 1853 г. в статията "Експеримент на дъговата терминология".

## Политик
През 1861 г. става член на хърватския парламент, който е свикан след дванадесетгодишно прекъсване. Той, заедно с Анте Старчевич, е единственото селско дете в парламента. Рачки пише за почти всички актуални теми и проблеми на своето време, които са свързани с Хърватия. Остава в съвета до 1875 г.
Според югославската идеология Рачки е бил доста емоционален, дори безкритичен. Често пише ентусиазирано, без научна аргументация и потвърждение в източниците. Някои от историческите му твърдения, като например, че сръбският император Душан искал да постави Сърбия начело на обединена Югославия, се отразили негативно на цяло поколение хърватски историци. По-късно Рачки се отказва от тези твърдения, но щетите вече са нанесени.
Умира в Загреб.